# Ätte
Ätte (Duits: Aette) is een plaats in de Estlandse gemeente Peipsiääre, provincie Tartumaa. De plaats heeft de status van dorp (Estisch: küla).
Tot in oktober 2017 hoorde Ätte bij de gemeente Vara. In die maand werd Vara bij de gemeente Peipsiääre gevoegd.

## Bevolking
De ontwikkeling van het aantal inwoners blijkt uit het volgende staatje:
| Jaar            | 2000 | 2011 | 2017 | 2019 | 2021 |
| --------------- | ---- | ---- | ---- | ---- | ---- |
| Aantal inwoners | 32   | 53   | 44   | 39   | 40   |

## Ligging
Ätte ligt 15 km ten noordoosten van Tartu, de dichtstbijzijnde grote stad. Het dorp ligt tegen de grens tussen de gemeenten Peipsiääre en Tartu vald.

## Geschiedenis
Ätte werd voor het eerst genoemd in 1721 onder de naam Etti Michel, een boerderij op het landgoed van Warrol (Vara). In 1744 stond de boerderij bekend onder de naam Ette Mart. In 1826 werd ze als Ette een Beihof, een landgoed dat onderdeel uitmaakt van een ander landgoed, in dit geval Warrol. In de jaren twintig van de 20e eeuw ontwikkelde Ätte zich tot dorp.